# Spindalis zena

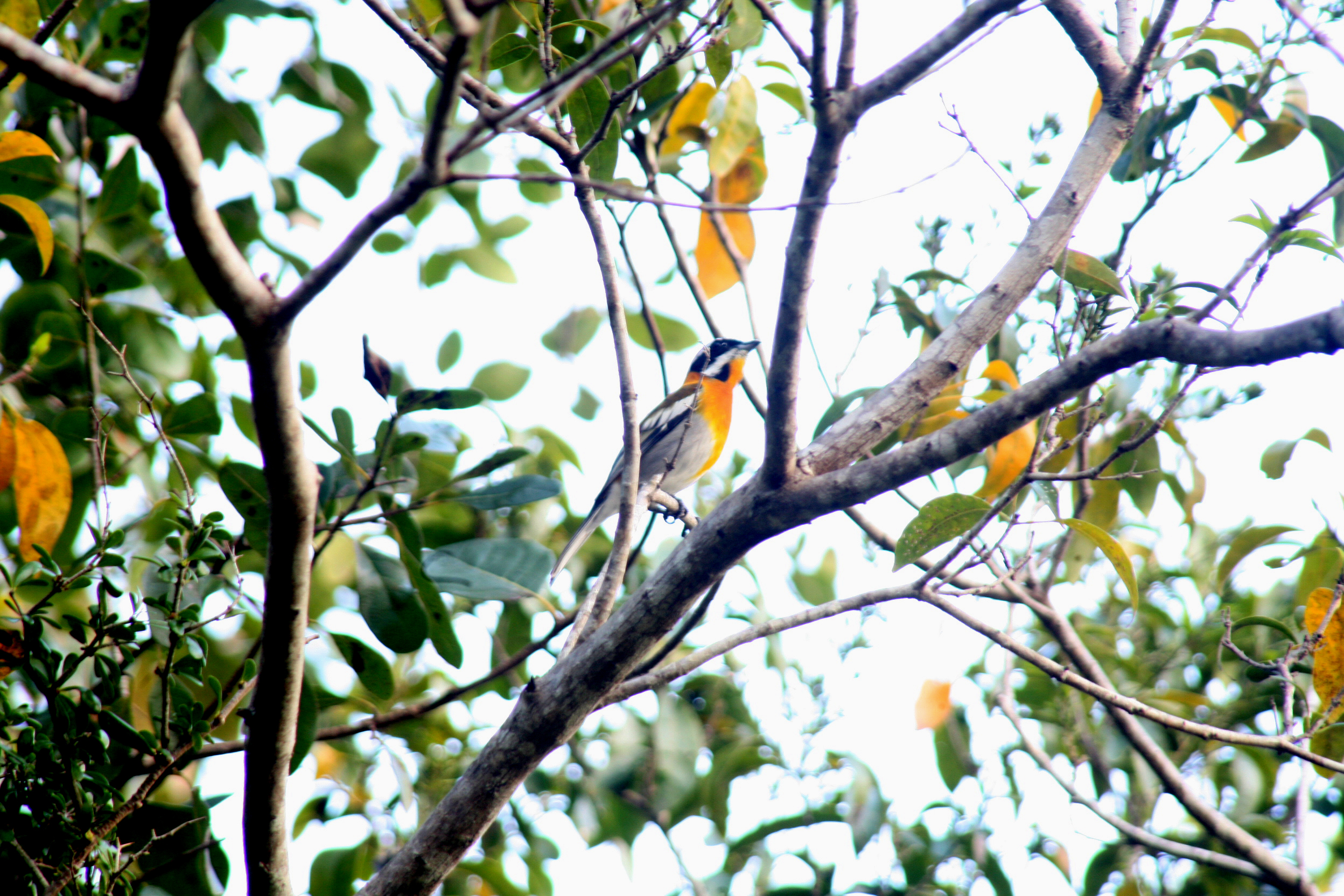
Spindalis zena pretrei

Il tangara testastriata (Spindalis zena (Linnaeus, 1758)) è un uccello canoro della famiglia Spindalidae, diffuso nei Caraibi.

## Descrizione
È un piccolo uccello passeriforme variopinto, caratterizzato dalla presenza di una testa nera con due strisce bianche longitudinali, convergenti in direzione del becco. Il becco è scuro, corto, ma robusto, l'occhio è scuro e vivace. La gola il dorso ed il petto sono gialli-arancioni, le ali sono di color senape scuro all'attaccatura del dorso e diventano nere con strie bianche alle loro estremità. Il ventre è giallo sfumato.

## Distribuzione e habitat
La specie è endemica dell'area caraibica (Bahamas, Cayman, Cuba, Repubblica Dominicana, Haiti, Messico, Porto Rico, Turks e Caicos e Florida).
Vive nelle foreste umide e asciutte in pianura e in montagna.

## Biologia
Il comportamento è quello tipico dei passeriformi. Risulta essere assai importante per l'ecosistema delle isole caraibiche grazie al suo contributo nella disseminazione dei semi per la riproduzione delle piante.

### Alimentazione
Spindalis zena è frugivoro, si nutre di frutti e bacche che raccoglie sulle piante di Schefflera morotoni,  Cecropia schreberiana , Cordia sulcata, Ficus spp., Phoradendron spp., Inga vera, tuttavia quelle che predilige sono quelle di Schefflera morotoni. Inoltre questi uccelli integrano la loro dieta non disdegnando insetti e piccole lucertole.

### Riproduzione
Lo Spindalis zena costruisce nidi cupolari utilizzando materiali vari provenienti dai vegetali presenti nei territori da lui frequentati. Depone, solitamente, da due a quattro uova di colore azzurro chiaro punteggiate di marrone che misurano, in media, circa 23 x 17 millimetri.

## Tassonomia
In passato Spindalis zena, era considerata l'unica specie del genere Spindalis con otto sottospecie:  S. z. townsendi e S. z. zena delle isole Bahamas, S. z. pretrei di Cuba, S. z. salvini delle Gran Cayman, S. z. dominicensis dell'isola Hispaniola e dell'isola Gonâve, S. z. portoricensis di Portorico, S. z. nigreciphala della Jamaica, e S. z. benedicti dell'isola Cozumel.

Nel 1997, sulla base principalmente di differenze morfologiche e delle vocalizzazioni canore, tre delle sottospecie sono state elevate allo stato di specie (Spindalis portoricensis, Spindalis dominicensis e Spindalis nigricephala).

Attualmente (gennaio 2014) il Congresso Ornitologico Internazionale riconosce 5 sottospecie:
- S. zena benedicti Ridgway, 1885 - isola di Cozumel (a sud-est del Messico)
- S. zena pretrei (Lesson, 1831) - Cuba e Isola della Gioventù
- S. zena salvini Cory, 1886 - Grand Cayman
- S. zena townsendi Ridgway, 1887 - Bahamas settentrionali
- S. zena zena (Linnaeus, 1758) - Bahamas centrali e meridionali

Gli Spindalis sono tradizionalmente considerati Tanagri aberranti della famiglia Thraupidae.